# ニーヴ・カヴァナ
ニーヴ・カヴァナまたはニーヴ・キャヴァナ（英語: Niamh Kavanagh、[ˈniːv ˈkævənæ]、1968年2月13日 - ）は、アイルランドの歌手。アイルランド・ミルストリートで開催された1993年のユーロビジョン・ソング・コンテストで「In Your Eyes」を歌い優勝した。

## 概要
アイルランド・ダブリンのグラスネヴィンで生まれた。父親も歌手でサックス奏者であった。彼女に影響を与えた人物としては、アレサ・フランクリン、エラ・フィッツジェラルド、ブラッド・スウェット・アンド・ティアーズ、ボニー・レイットなどが挙げられる。
アイルランド南部のコーク県ミルストリートでユーロビジョン・ソング・コンテスト1993が開催された前に、25歳のカヴァナは1993年3月14日にRTÉが主催する国内選抜に「In Your Eyes」をもって参加した。その結果、カヴァナが118点を獲得し、アイルランド代表となった。5月15日の本大会で「In Your Eyes」を歌い、イギリス代表との接戦の末に優勝した。「In Your Eyes」は、その年のアイルランドで最も売れたシングルになり、全英シングルチャートでも24位に達した。彼女はこの大会での勝利により知名度を博し、特にユーロビジョン・ソング・コンテストのファンの間での評価が高い。
2010年、カヴァナは再びアイルランド代表としてユーロビジョン・ソング・コンテスト2010に参加し、「It's for You」をもって出場した。アイルランド代表としては3年ぶりに決勝に進出したものの、25点を獲得し23位で終わった。

## 人物
北アイルランドのアントリム県出身の音楽家の夫との間に2人の息子がいる。

## ディスコグラフィー

### アルバム
- Flying Blind（1995） - アリスタ
- Together Alone（ジェリー・カーニーと共同、1998） - ランダム・レコード

### シングル
- In Your Eyes（1993）
- Red Roses for Me（feat. ザ・ダブリナー、1994）
- Flying Blind（1995）
- Romeo's Twin（1995）
- Sometimes Love（1998）
- It's for You（2010）
- A Fool for You No More（2011）

### ゲスト出演
- ザ・コミットメンツOST - 「Destination Anywhere」「Do Right Woman, Do Right Man」
- ザ・コミットメンツVol.2 - Nowhere to Run
- シークレット・ガーデン - Inside I'm Singingの「Simply You」

## 参考資料
1. 1 2  Halterman, Mike (2010年4月7日). “The Best Singer You've Never Heard Of”. OMG! Magazine.  オリジナルの2010年5月25日時点におけるアーカイブ。 2010年4月7日閲覧。
2. ↑  “Niamh Kavanagh - It's For You (Ireland 2010)”. Eurovision.tv. 2015年5月24日時点のオリジナルよりアーカイブ。2015年5月9日閲覧。
3. ↑  “Ireland's Niamh Kavanagh aims for Eurovision double”. BBC News (BBC). (2010年5月28日) 2010年5月28日閲覧。
4. ↑  Roberts, David (2006). British Hit Singles & Albums (19th ed.). London: Guinness World Records Limited. p. 297. ISBN 1-904994-10-5
5. ↑  “This week they said”. The Irish Times (Irish Times Trust). (2010年5月29日) 2010年5月29日閲覧。
6. ↑  Finneran, Aoife (2010年5月28日). “Niamh bowls them over to reach finals”. Evening Herald (Independent News & Media) 2010年5月28日閲覧。
7. ↑  “Ireland” (英語). Eurovision.tv. 2021年5月27日閲覧。
8. ↑  O'Hara, Victoria; Poole, Amanda (2010年5月29日). “Ireland expects as Niamh goes for Eurovision glory”. The Belfast Telegraph (Independent News & Media) 2010年5月29日閲覧。